# Raymond Goethals
Raymond Goethals (Vorst, 7 oktober 1921 – aldaar, 6 december 2004) was een Belgisch voetbaltrainer die als eerste in België de buitenspelval toepaste.
Goethals had als doelman bij verscheidene Brusselse clubs gespeeld. Als trainer brak hij door bij STVV. Later werd hij onder meer bondscoach van België en trainde hij clubs als RSC Anderlecht, Standard Luik en Olympique Marseille. Tijdens zijn carrière kende hij grote successen, maar was ook twee keer bij een omkoopschandaal betrokken. Zijn zoon is gewezen scheidsrechter Guy Goethals.

## Carrière als doelman
Raymond Goethals groeide op in Sint-Jans-Molenbeek als de zoon van Jean en Nelly Goethals-Henn. Hij was een echte Brusselaar die zich via de jeugd van Daring Brussel als doelman opwerkte naar het eerste elftal. In 1949 ruilde hij het bescheiden Daring in voor eersteklasser Racing Brussel. Nadien keepte hij nog enkele jaren voor vierdeklasser ASSA Ronse.

## Carrière als trainer

### Debuut
In 1956 ging Goethals als speler-trainer aan de slag bij RFC Hannutois, een club uit de provinciale reeksen. Na een jaar stapte hij over naar vierdeklasser Stade Waremmien. Met die club promoveerde hij meteen naar derde klasse en kon zich er goed handhaven, in 1959 werd het team van Goethals vierde in het eindklassement. In de begindagen van zijn loopbaan als voetbalcoach combineerde hij het voetbal met een baan als bode bij het ministerie.

### STVV
Goethals' opvallend debuut als coach ontging ook Sint-Truidense VV niet. De Limburgers namen hem in 1959 over van Waremme. Onder Goethals' leiding werd STVV voor veel clubs een te duchten tegenstander. Hij stond bekend als een verdedigende coach, maar wist desondanks veel teams te verrassen. Zo paste hij als eerste coach de buitenspelval toe. Hij liet grensrechters en scheidsrechters scouten om zich te vergewissen dat ze correct buitenspel aangaven en floten. Toen een grensrechter tijdens een wedstrijd geen buitenspel aangaf, rende Goethals naar hem toe en hief zijn arm met de vlag omhoog.  Met spelers als Odilon Polleunis, Roger Nilis, Roger Maes, Lucien Boffin en Lucien N’Dala kende Staaien in de jaren 60 hoogdagen. In het seizoen 1965/66 speelde Sint-Truiden op de vierde speeldag een historische wedstrijd tegen Anderlecht. De Kanaries wonnen met 2-0 en werden dat jaar vice-kampioen, tot op heden het beste resultaat dat de club ooit behaalde. Voor het duel tegen Anderlecht kwamen zo'n 22.000 supporters opdagen, eveneens een clubrecord.

### Bondscoach

#### WK 1970
In 1966 stapte Goethals definitief over naar de Koninklijke Belgische Voetbalbond. Hij was toen al zes jaar actief bij de voetbalbond als beloftencoach en assistent van bondscoach Arthur Ceuleers. Hij werd onder selectieheer Constant Vanden Stock aangenomen als veldtrainer, twee jaar later werd hij volwaardig hoofdcoach. In 1970 loodste hij de nationale ploeg, die onder zijn hoede de Witte Duivels heette, naar het WK 1970 in Mexico. Het toernooi werd een flop. Spelers als Paul Van Himst kregen heimwee en wilden naar huis. België won zijn eerste duel met 3-0 van El Salvador, maar verloor dan van respectievelijk de Sovjet-Unie en gastland Mexico. De Witte Duivels mochten al na de eerste ronde naar huis.

#### EK 1972

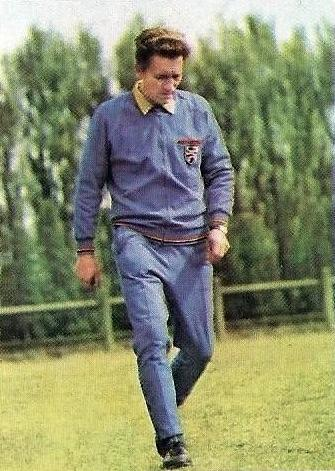
Goethals in 1972 als trainer van de Belgische ploeg

Twee jaar later kwalificeerde België zich voor het EK in eigen land. Het was de eerste keer dat België het EK haalde.
In de kwalificatieronde schakelden de Belgen onder meer het Portugal van stervoetballer Eusébio uit. Om de 1,91 m lange, makkelijk scorende spits José Torres af te stoppen, riep Goethals verrassend André Stassart van Racing White op. Goethals wist dat hij een onverzettelijke verdediger was, Stassart hield Torres in Portugal 90 minuten uit de wedstrijd, waardoor België uiteindelijk groepswinnaar werd.
In de kwartfinale namen de Duivels het op tegen Italië. In de heenwedstrijd koos hij voor een defensieve aanpak, het werd 0-0. In de potige terugwedstrijd won België met 2-1. Sterkhouder Wilfried Van Moer viel uit met een beenbreuk na een overtreding van Mario Bertini.
De nationale ploeg mocht samen met West-Duitsland, Hongarije en de Sovjet-Unie deelnemen aan het eindtoernooi. In de halve finale verloor België met 1-2 van latere winnaar West-Duitsland. In de troostfinale werd Hongarije met 1-2 verslagen.

#### WK 1974
De kwalificatieronde van het WK 1974 incasseerden de Duivels geen enkel doelpunt en verloren ze geen enkele wedstrijd. België werd gedeeld groepswinnaar met Nederland, dat wegens een beter doelsaldo naar het WK mocht. Het had ook heel anders kunnen lopen als België op de laatste speeldag van de kwalificatieronde van Nederland had gewonnen. In het duel, dat uiteindelijk op 0-0 eindigde, scoorde Jan Verheyen een doelpunt dat wegens buitenspel werd afgekeurd. Nederland mocht ten koste van België naar het WK en bereikte er de finale.

#### EK 1976
België deed het in de kwalificatie voor het EK 1976 in Joegoslavië goed. De Duivels van Goethals werden groepswinnaar in de groep van Frankrijk, Oost-Duitsland en IJsland. Maar in de kwartfinale, die toen nog niet tot het eindtoernooi gerekend werd en nog uit een heen- en terugwedstrijd bestond, botste België opnieuw op Oranje. België verloor de heenwedstrijd in De Kuip met 5-0. De historische nederlaag zorgde ervoor dat Goethals zwaar onder vuur kwam te liggen. Zo had hij de niet fitte doelman Christian Piot verkozen boven opkomend talent Jean-Marie Pfaff.

Liever een halve Piot, dan een hele Pfaff.

Voor de terugwedstrijd, die een maat voor niets was, riep hij als tegenreactie een zo goed als nieuwe selectie op. Hij selecteerde met Jan Verheyen zelfs iemand die op dat ogenblik in derde klasse speelde. België verloor met 1-2.

### RSC Anderlecht

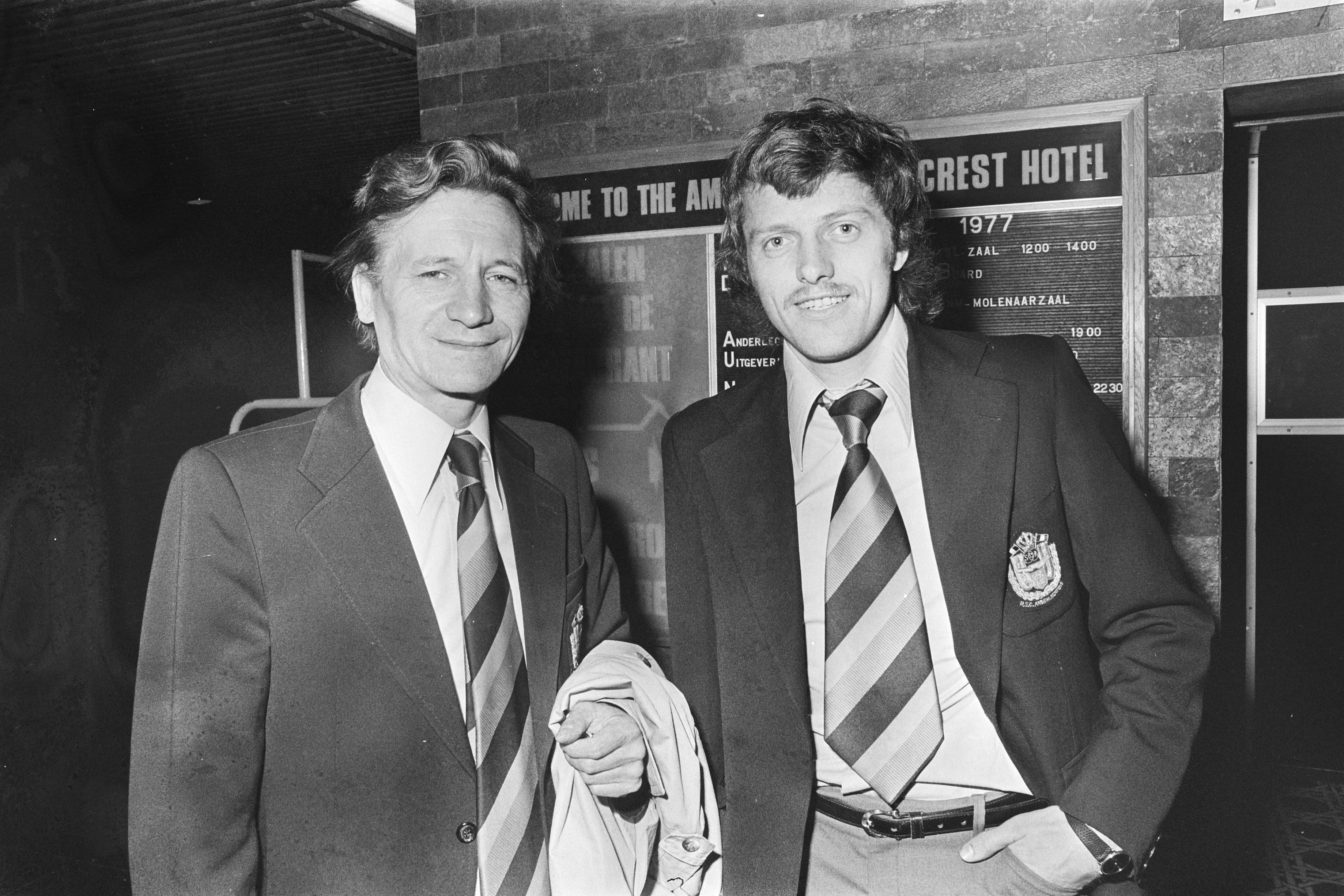
Goethals met Arie Haan in 1977

Na de mislukte EK-kwalificatie verhuisde Goethals voor het eerst naar RSC Anderlecht. Voorzitter Constant Vanden Stock, die hij nog kende van bij de nationale ploeg, haalde de gewezen bondscoach terug naar eerste klasse. Hij kreeg een team onder zijn hoede dat net de Europacup II had veroverd. Met spelers als Rob Rensenbrink, Arie Haan, Gilbert Van Binst, Ludo Coeck, Frank Vercauteren en Hugo Broos beschikte hij over een sterke selectie.
Zijn eerste officiële wedstrijd was de heenwedstrijd van de UEFA Super Cup. Anderlecht verloor het duel met 2-1 van Bayern München, maar zette de nederlaag in de terugwedstrijd recht. Rensenbrink dribbelde verdediger Hans-Georg Schwarzenbeck een hele wedstrijd dol en loodste Anderlecht met twee goals naar een klinkende 4-1 zege. Dat de Nederlander vooral uitblonk in galawedstrijden omschreef Goethals als volgt:

Voor galawedstrijden trok Robbie zijn smoking aan.

Later dat seizoen werd Anderlecht vice-kampioen en verloor Anderlecht de bekerfinale. 
Anderlecht verloor de finale van de Europacup II tegen HSV met 2-0 na twee late doelpunten.
In het seizoen 1977/78 kende Goethals meer succes. Anderlecht werd weliswaar opnieuw vice-kampioen, in Europa pakte paars-wit dat jaar wel een beker. In een derde opeenvolgende Europacup II-finale blikte Anderlecht het Oostenrijkse Austria Wien in met 4-0. Van Binst en Rensenbrink scoorden elk twee keer.
Wat later versloeg Anderlecht in de UEFA Super Cup het Engelse Liverpool FC.
Goethals was een geliefde coach. De jonge Frank Vercauteren, die onder Goethals volledig doorbrak, kreeg bijvoorbeeld de bijnaam zoon van Goethals. Hoewel hij niet vaak van zijn basiselftal afweek, waren er weinig spelers die hem niet aanvaardden. Maar er waren ook uitzonderingen. Doelman Jan Ruiter verliet het Astridpark nadat hij in Voetbal International commentaar had gegeven op Goethals. Na het seizoen 1978/79, waarin Anderlecht geen enkele prijs won, vertrok Goethals naar het buitenland.

### Bordeaux
Goethals verhuisde in de loop van het seizoen 1979/80 naar Frankrijk. De ambitieuze voorzitter van Girondins de Bordeaux, Claude Bez, had wilde plannen met zijn club en nam met Luis Carniglia de gewezen succescoach van Real Madrid aan. De Argentijn belandde echter meteen in de degradatiezone, waarna de voorzitter Goethals als trainer aanstelde. De Brusselaar kreeg bij Bordeaux toppers als Bernard Lacombe, Gérard Soler en Alain Giresse onder zijn hoede. Hij loodste het team van de gevarenzone naar de zesde plaats.

### São Paulo
Nadien nam Aimé Jacquet het roer over en vertrok Goethals naar het Braziliaanse São Paulo FC. Hij was er begin jaren 80 technisch directeur.

### Standard Luik
Bij Standard Luik ging de Brusselse trainer op zoek naar zijn eerste landstitel. Hij nam Arie Haan over van Anderlecht en ging met de Rouches resoluut op zoek naar de titel. Standard blonk met spelers als Michel Preud'homme, Eric Gerets, Jos Daerden, Guy Vandersmissen en Simon Tahamata een heel seizoen uit. Goethals werd op de laatste speeldag kampioen na een zege tegen Waterschei. Enkele dagen later verloor hij met Standard de finale van de Europacup II. In Camp Nou verloren de Rouches nipt van FC Barcelona.
Standard zette zijn uitstekende prestaties verder en veroverde ook in 1983 de titel. Maar tijdens het seizoen 1983/84 stootte onderzoeksrechter Guy Bellemans op een omkoopschandaal. Tijdens een onderzoek naar zwart geld in het Belgisch voetbal ontdekte hij dat de spelers van Standard in 1982 hun wedstrijdpremies aan de spelers van Waterschei hadden afgestaan. Goethals werd door Bellemans ondervraagd, ontkende lange tijd alles, maar gaf dan toch toe dat de spelers van Waterschei waren omgekocht. Het omkoopschandaal Standard-Waterschei leverde Goethals een schorsing van twee jaar op. Goethals' assistent Léon Semmeling werd aangeduid als hoofdtrainer, terwijl Goethals zelf naar Portugal uitweek.

### Vitória SC
Omdat hij twee jaar geschorst was, trok Goethals in 1984 naar Portugal. Hij werd er coach van Vitória SC en loodste de club naar een negende plaats.

### Racing Jet
Nadat de twee jaar schorsing afgelopen waren, keerde hij terug naar België. Hij kreeg bij promovendus Racing Jet de Bruxelles een functie als technisch directeur, Daniel Renders was er trainer. In die periode voetbalde ook de Roemeen László Bölöni voor Racing Jet.

### RSC Anderlecht (II)
Tijdens het seizoen 1987/88 raakte Racing Jet niet weg uit de degradatiezone. Ondertussen deed ook Goethals' ex-club Anderlecht het niet goed. In februari 1988 zette Anderlecht trainer Georges Leekens buiten. Goethals werd teruggehaald, officieel als technisch directeur en met Martin Lippens als trainer. Met Anderlecht won hij dat seizoen de beker, hetgeen hij een jaar later nog eens overdeed. Nadien haalde het bestuur succescoach Aad de Mos naar het Astridpark.

### Bordeaux (II)
In Bordeaux waren ze zijn prestatie van in 1980 nog niet vergeten. De club haalde Goethals samen met Lippens terug naar Frankrijk. Het team werd dat seizoen vicekampioen in Division 1, net achter Olympique Marseille.

### Olympique Marseille
In januari 1991 haalde de voorzitter van "l'OM", de ambitieuze Bernard Tapie vanwege tegenvallende resultaten Goethals naar Marseille als vervanger van Franz Beckenbauer, die technisch directeur werd. Goethals had bij Bordeaux de spelers van Olympique Marseille nauwgezet bestudeerd als tegenstrever en kon daarom meteen productief aan de slag.
Goethals werkte 3 jaar bij l'OM waar hij in een hotel verbleef. Als ontspanning kaartte hij 's avonds met het hotelpersoneel. Hij had honderden video's van voetbalwedstrijden, die hij urenlang op zijn hotelkamer bestudeerde. Hij kreeg in Marseille de bijnaam "Raymond la science" ("Raymond de wetenschapper"). Hij was een voorstander van snel verzorgd voetbal.

Als ge kunt scoren met drie passes, dan moet ge geen tien passes geven.

Goethals was geliefd bij de supporters, de journalisten, het bestuur en zijn spelerskern. Goethals vermeed een persoonlijke band met zijn invallers, om zich niet moreel verplicht te voelen om ze al eens op te stellen. Hij noemde ze niet bij naam, maar noemde ze "machin" ("dinges") en groette ze soms niet eens. Toen de aanvaller Éric Cantona hem erop attent maakte dat hij gezien zijn kwaliteiten hem niet op de bank kon zetten, stelde Goethals voor om "hem naast de bank te zetten".
Hij voerde de buitenspelval in en leerde zijn spelers hoog te verdedigen met pressing. Hij veroverde met Marseille de landstitel en bereikte de finale van de Europacup I door eerst favoriet AC Milan en dan Spartak Moskou te verslaan. In de finale verloor Marseille na strafschoppen van Rode Ster Belgrado. Goethals had zijn favoriet Jean-Pierre Papin opgesteld, hoewel die door toxoplasmose troebel zag aan een oog en na behandeling met cortisone nog altijd last had met dieptezicht en enkele kansen miste. Goethals bracht Dragan Stojković pas de laatste 10 minuten in.
Nadien kreeg Goethals de functie van technisch directeur en nam de Joegoslavische Tomislav Ivić de leiding over. Ivić werd al in oktober 1991 aan de deur gezet. Goethals werd opnieuw hoofdcoach en werd voor de tweede keer op rij kampioen.
Vervolgens werd zijn assistent Jean Fernandez benoemd tot trainer. Maar reeds in november 1992 keerde Goethals terug op de bank. Hij bereikte met Marseille de finale van de allereerste Champions League. De club beschikte in die dagen over getalenteerde spelers als Didier Deschamps, Marcel Desailly, Fabien Barthez, Alen Bokšić, Abédi Pelé en Rudi Völler. Marseille won de finale in het Olympiastadion te Mûnchen met 1-0 van de favoriet AC Milan door een kopbaldoelpunt van centrale verdediger Basile Boli na een hoekschop. Boli had na 10 minuten verzocht om vervanging vanwege pijn aan zijn knie, maar Tapie had per walkie-talkie vervanging geweigerd. Marseille werd dat jaar ook opnieuw kampioen.
Na de gewonnen Champions Leaguefinale nam Goethals afscheid van Marseille, maar niet veel later raakte bekend dat Tapie de spelers van Valenciennes FC had omgekocht. Hierdoor kon de club belangrijke spelers laten rusten voor Europese wedstrijden. De landstitel van 1993 werd afgenomen en Marseille degradeerde naar Division 2, een sombere periode in de geschiedenis van de Zuid-Franse club.

### RSC Anderlecht (III)
In 1995 werd Anderlecht voor de derde keer op rij kampioen, maar trainer Johan Boskamp nam afscheid van de club. Het bestuur nam de Duitser Herbert Neumann aan, maar de nieuwe coach maakte geen goede indruk. Hij weigerde Ferencvárosi, de Hongaarse tegenstander van paars-wit in de voorronde van de Champions League, te scouten en verloor vervolgens met 0-1. Het bestuur ontsloeg Neumann op 12 augustus 1995.
In de hoop de terugwedstrijd nog te winnen, nam voorzitter Vanden Stock in allerijl Goethals aan als coach. Hij moest de spelersgroep begeleiden in afwachting van een nieuwe coach. De net geen 74-jarige Goethals leidde samen met Jean Dockx de trainingen, maar ook het duo raakte niet voorbij Ferencvárosi. Nadien haalde de club Boskamp terug.

## Erelijst
RSC Anderlecht
- European Cup Winners Cup: 1977/78
- Europese Supercup: 1976, 1978
- Beker van België: 1988/89
- Trofee Jules Pappaert: 1977
- Nationale trofee voor sportverdienste: 1978
- Brugse Metten: 1988

 Standard Luik
- Eerste klasse: 1981/82, 1982/83
- Belgische Supercup: 1981, 1983
- Intertoto Cup: groepswinnaar 1982, 1984

 Olympique Marseille
- Division 1: 1990/91, 1991/92
- UEFA Champions League: 1992/93

Individueel
- Albo Panchina d'Oro: 1990/91
- Panchina d'Argento: 1991/92
- Onze d'Or Trainer van het Jaar: 1991, 1993
- Golden Shoe Lifetime Achievement Award: 2014
- France Football Grootste trainer aller tijden (plek 47): 2019

## Overlijden
Raymond Goethals was op het einde van zijn leven ernstig ziek. Volgens zijn naaste vrienden was hij sterk vermagerd en op 6 december 2004 overleed hij op 83-jarige leeftijd. Verscheidene media meldden dat hij overleed aan kanker, maar zijn zoon Guy Goethals ontkende dit: de dokters hebben nooit officieel kanker vastgesteld. De as van Goethals werd uitgestrooid op de begraafplaats van Sint-Jans-Molenbeek, er is dus geen te bezichtigen graf.

## Persoonlijkheid
Goethals was bij het grote publiek bekend en geliefd omwille van zijn sappig Brussels accent en verrassend grappige uitspraken en anekdotes. Bekend is ook dat hij tijdens wedstrijdbesprekingen vaak namen van tegenstanders verkeerd uitsprak. Bekende voorbeelden zijn Van Batsen, Zwolf en Gullik. Komiek Armand Schreurs imiteerde Goethals regelmatig op televisie en radio.
De voetbaltrainer was bekend als kettingroker en werd regelmatig afgebeeld met een Belga filtersigaret aan zijn lippen. Goethals zelf zei ooit in een interview met Carl Huybrechts dat hij niet inhaleerde en vooral rookte van de zenuwen. Goethals stond bekend als een zenuwachtige coach, die tijdens wedstrijden vaak opsprong en tierde.
Kenmerkend was ook zijn verstrooidheid: hij verloor geregeld de weg, vergiste zich eens van appartement en belandde ooit tijdens een wedstrijd op de spelersbank van de tegenstander. In 2005 werd Goethals genomineerd in de Vlaamse versie van De Grootste Belg. Hij eindigde op plaats 38. In de Waalse versie eindigde hij op nummer 24.

## Trivia
- Goethals komt voor in het Suske en Wiske-album De stervende ster. Hij is te zien in een café waar hij klaagt over de kwaliteit van het voetbal.
- Ook in De Pfaffs-strip Waar is ons Lyndsey? krijgt hij een glansrol.
- In 2005 kwam er een boek uit over het trainersleven van Raymond Goethals geschreven door Alain Ronsse, getiteld Nie Zievere... Speile!.
- Hij is geen familie van de bekende voetbalcoach Robert Goethals.
- Sinds 2011 is er een voetbaltrofee aan zijn naam verbonden: de Trofee Raymond Goethals.
- In 2012 werd de theater voorstelling "Raymond, een monoloog in 27 sigaretten" in de KVS geopend. Acteur Josse De Pauw bracht die op basis van teksten van auteur Dimitri Verhulst die zich had verdiept in het leven van Goethals. Documentairemaker Manu Riche was aangenomen als regisseur. Hij ging uit van het idee op zoek te gaan naar de mens achter de karikatuur.[1]